# Holsbeek
Holsbeek est une commune néerlandophone de Belgique située en Région flamande dans la province du Brabant flamand.

## Héraldique
|  | La commune possède des armoiries qui lui ont été octroyées le 1er mars 1988 après la fusion avec les autres communes. Le premier quartier montre les anciennes armoiries de Holsbeek, le troisième les anciennes armoiries de Nieuwrode. Les deuxième et quatrième quartiers représentent Courtrai-Dutsel, Saint-Martin, patron du village, et anciennes armoiries de Rhode-Saint-Pierre, Saint-Pierre, patron du village. Les armoiries précédentes avaient été accordées le 22 novembre 1924. Les armoiries sont inspirées du plus ancien sceau connu du village de Holsbeek, datant de 1351. Le sceau montrait déjà Sainte-Marie flanquée de deux croix. Sainte Marie est la patronne du village. Aucun autre sceau ou image du village n'est connu. Blasonnement : Écartelé; au 1 d'azur à la Sainte Vierge tenant l'Enfant de la senestre et un sceptre terminé par une étoile rayonnante à six branches de la dextre, le tout d'or, la Sainte Vierge accompagnée de deux croisettes du même (qui est d'Holsbeek); au 2 d'azur à un Saint Pierre tenant une clef de la dextre et la Sainte Bible de la senestre, le tout d'or, asenestré d'une crosse d'abbé contournée du même (qui est de Courtrai); au 3 de gueules à trois fleurs de lys coupées d'or (qui est de Nieuwrode); au 4 à un Saint Martin d'or: accompagné au canton senestre sur le tout de sinople à trois macles d'argent, au chef d'or à trois pals de gueules (qui est de Dutsel). - Délibération communale : 10 décembre 1987 - Arrêté de l'exécutif de la communauté : 01 mars 1988 - Moniteur belge : 16 septembre 1988 Source du blasonnement : Heraldy of the World. |

## Sections de commune
| # | Nom               | Superf. (km²). | Habitants (2020). | Habitants par km² | Code INS |
| - | ----------------- | -------------- | ----------------- | ----------------- | -------- |
| 1 | Holsbeek          | 10,51          | 4.420             | 421               | 24043A   |
| 2 | Kortrijk-Dutsel   | 8,59           | 1.697             | 198               | 24043B   |
| 3 | Nieuwrode         | 12,88          | 2.802             | 218               | 24043C   |
| 4 | Sint-Pieters-Rode | 6,80           | 1.137             | 167               | 24043D   |

## Démographie

### Démographie: Avant la fusion des communes
- Source: DGS recensements population

### Démographie: Commune fusionnée
Graphe de l'évolution de la population de la commune (la commune d'Holsbeek étant née de la fusion des anciennes communes d'Holsbeek, de Courtrai-Dutsel, de Rhode-Saint-Pierre et de Nieuwrode, les données ci-après intègrent les quatre communes dans les données avant 1977).
Les chiffres des années 1831 à 1970 tiennent compte des chiffres des anciennes communes fusionnées.
- Source: DGS , de 1831 à 1981=recensements population; à partir de 1990 = nombre d'habitants chaque 1 janvier[3]

#### Le château de Horst
- Le château de Rhode-Saint-Pierre, aussi appelé château de Horst, situé dans le Brabant flamand en Belgique (3220 Holsbeek).

« Le rôle historique qu'il joua, à travers les siècles, ajoute un titre de plus à l'intérêt qu'il représente. »

#### Les premiers seigneurs de Rode et Horst et la famille (de/van) Lantwyck
- Jean de Horst (° XIIIe siècle)
- Arnold de Lantwyck (° XIIIe siècle)
- Mathilde de Lantwyck (° XIIIe siècle)
- Adam Ier de Lantwyck (° XIIIe siècle)
- Jean de Rode de Lantwyck (° XIIIe siècle)
- Jean II de Lantwyck (° XIVe siècle)

de Rode de Lantwyck[5] d'argent à trois fleurs de lis au pied coupé de gueules (Rode), au franc-quartier d'or a trois pals de gueules (Malines).